# Tüdderner Fenn
Koordinaten: 51° 0′ 14″ N, 5° 55′ 14″ O

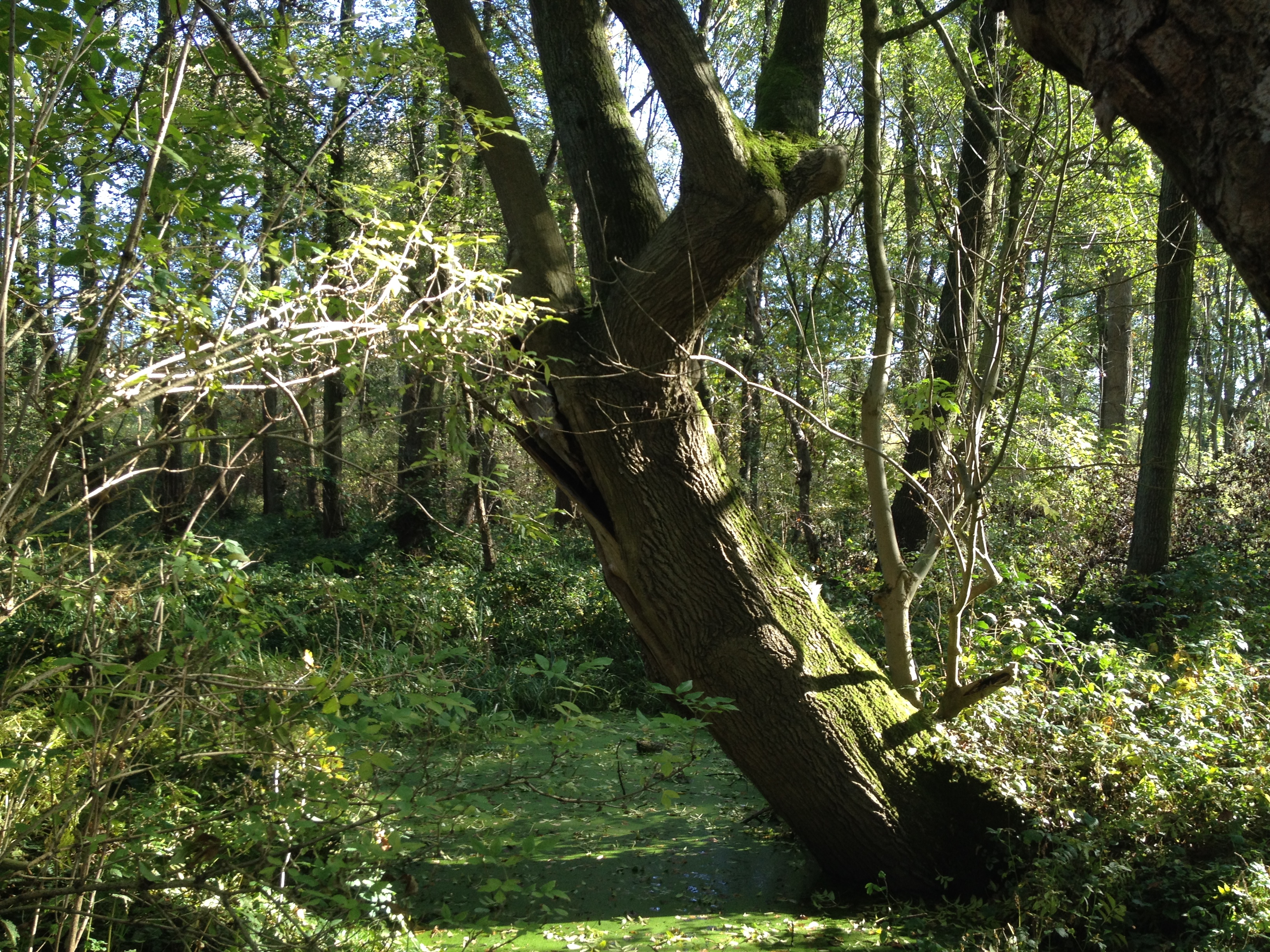
Naturschutzgebiet Tüdderner Fenn (Oktober 2016)

Das Naturschutzgebiet Tüdderner Fenn liegt auf dem Gebiet der Gemeinde Selfkant im Kreis Heinsberg in Nordrhein-Westfalen.
Das Gebiet erstreckt sich zwischen Tüddern im Nordwesten und Süsterseel im Südosten – beide Ortsteile von Selfkant. Am nordöstlichen Rand des Gebietes verläuft die Kreisstraße K 1, östlich die K 15 und südlich die Landesstraße L 47. Am südwestlichen Rand fließt der Rodebach und westlich verläuft die Staatsgrenze zu den Niederlanden.

## Bedeutung
Das etwa 57,8 ha große Gebiet wurde im Jahr 1989 unter der Schlüsselnummer HS-012 unter Naturschutz gestellt.